# Matt Breida
(en) Statistiques sur pro-football-reference
Matthew John « Matt » Breida, né le 28 février 1995 à Brandon en Floride, est un joueur professionnel américain de football américain.
Il joue au poste de running back pour la franchise des Giants de New York en National Football League (NFL) depuis 2022. Il a joué pour les 49ers de San Francisco de 2017 à 2019, pour les Dolphins de Miami en 2020 et les Bills de Buffalo en 2021.

## Biographie

### Jeunesse
Ses parents adoptifs déménagent de la ville d'Hudson vers celle de Spring Hill située au nord de Tampa en Floride. Breida y étudie au collège Nature Coast Technical situé dans la périphérie de Brooksville où il joue au football américain pour son équipe des Sharks,,.

### Carrière universitaire
Étudiant à l'université du Sud de la Géorgie, il joue pour l'équipe des Eagles de l'université du Sud de la Géorgie de 2013 à 2016.
Il mène les statistiques de la Sun Belt Conference avec un gain de 1 485 yards et 17 touchdowns à la course lors de son année sophomore 2014 (classé deuxième de l'histoire de Georgia Southern après Adrian Peterson) auxquels il faut ajouter huit réceptions pour un gain de 97 yards et un touchdown supplémentaires. Le 15 novembre 2014 contre la Navy,  il compile également le meilleur gain à la course de sa carrière universitaire sur un match avec 210 yards. 
En 2015 lors de son année junior, il s'améliore en gagnant 1 609 yards à la course (deuxième de la conférence derrière Larry Rose III (en)) tout en étant le meilleur de sa conférence avec 17 touchdowns en 203 courses
En 2016, (année senior), ses statistiques péricliquent avec seulement 646 yards et trois touchdowns inscrits en 168 courses, auxquels il faut ajouter  11 réceptions pour 53 yards et deux touchdowns supplémentaires. Cette baise de régime n'est pas imputable à une blessure mais à un changement tactique de son entraîneur principal Tyson Summers (en) lequel a préféré jouer pour la première fois avec une attaque à triple options.
Avec 8,7 et 7,9 yards gagnés par course en 2014 et 2015, Breida réalise les deux meilleurs moyennes de l'histoire de son université. Bien qu'il n'ait été productif que pendant deux saisons, il termine sa carrière universitaire en 6e rang au nombre de yards gagnés à la course de l'histoire de son université.

### Carrière professionnelle
Breida ayant effectué une saison décevante lors de son année senior en NCAA, les statistiques ci-dessous ont été mesurées lors du Pro Day de son université.
| Taille               | Poids          | Bras            | Main           | Sprint   | Sprint   | Sprint   | Shuttle 20 yards | 3 cones drill | Détente       | Détente            | Développé couché | Test Wonderlic |
| Taille               | Poids          | Bras            | Main           | 40 yards | 10 yards | 20 yards | Shuttle 20 yards | 3 cones drill | verticale     | horizontale        | Développé couché | Test Wonderlic |
| 1,76 m (5 ft 9 ¼ in) | 88 kg (195 lb) | 88 cm (32 ⅛ in) | 24 cm (9 ⅝ in) | 4,38 s   | 1,53 s   | 2,50 s   | 4,34 s           | 6,85 s        | 107 m (42 in) | 3,4 m (11 ft 2 in) | 23 reps          | -              |

#### 49ers de San Francisco

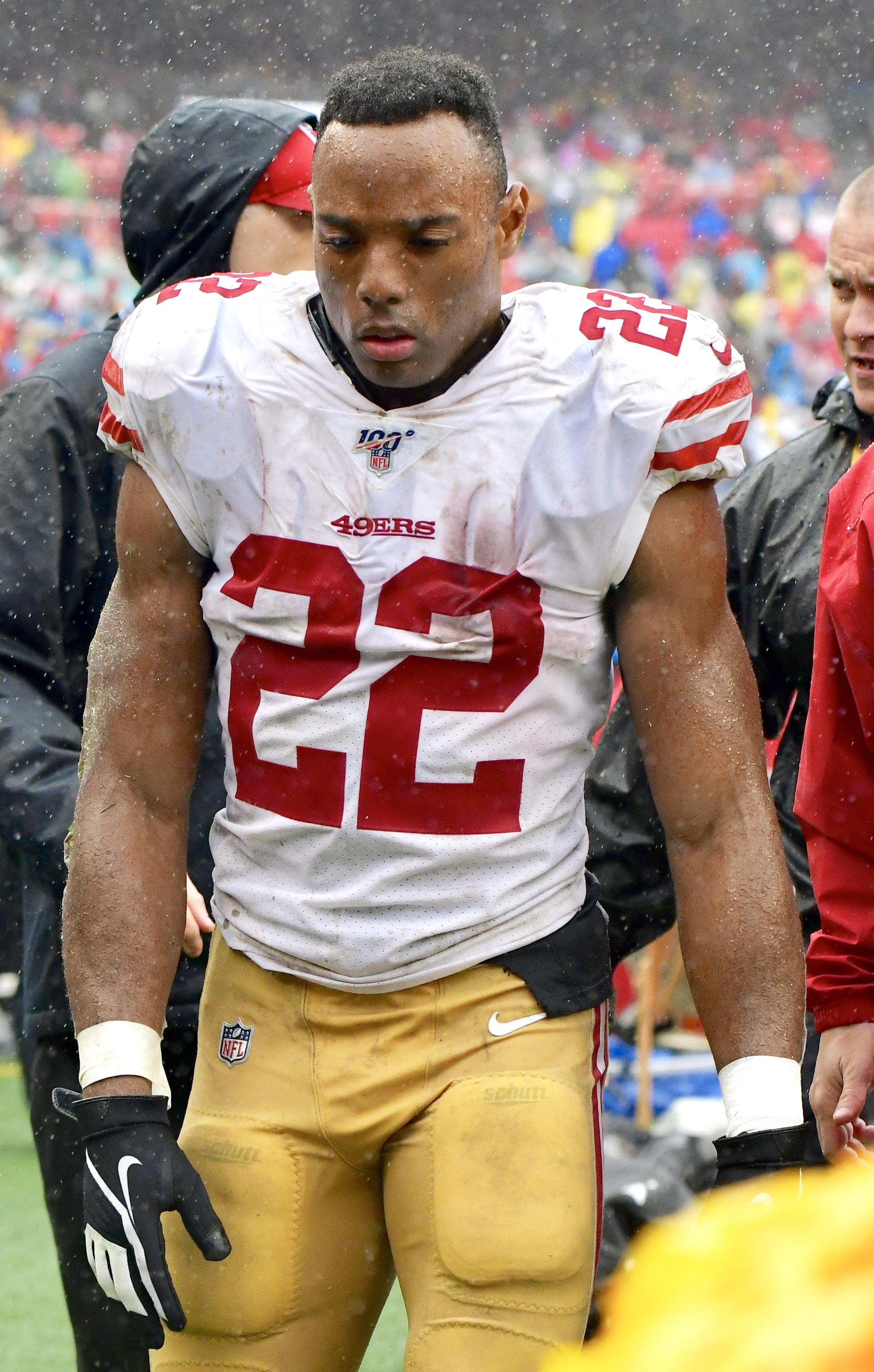
Breida en 2019.

Non sélectionné durant la draft 2017 de la NFL, il signe le 4 mai 2017 avec les 49ers de San Francisco et intègre la formation des 53 joueurs en tant que deuxième running back de l'équipe derrière Carlos Hyde,. Il inscrit son premier touchdown à la suite d'une réception de passe du quarterback C. J. Beathard en 8e semaine contre les Eagles de Philadelphie et son premier touchdown à la suite d'une course le 12 novembre contre les Giants de New York. 
Breida pensait commencer la saison 2018 en tant que doublure de Jerick McKinnon (en) agent libre signé pendant l'inter saison. Néanmoins celui se blesse avant le début de la saison et Breida entre en compétition avec Alfred Morris pour le poste de running back titulaire. Plus performant  que ce dernier lors du premier match de la saison, il est désigné titulaire pour la première fois de sa carrière la semaine suivante contre les Lions de Détroit. Il réalise alors sa meilleure performance en inscrivant un touchdown et en gagnant 138 yards à la course, meilleur statistique de la semaine des running backs de la ligue. Fréquemment gêné par de petites blessures,, Breida partage par la suite les courses avec les vétérans Morris et Raheem Mostert. Malgré ses problèmes physique, Breida termine la saison meilleur running back de son équipe avec un total de 814 yards et trois touchdowns inscrits à la course and three rushing touchdowns. Il se classe également deuxième de son équipe derrière les 1 075 yards gagnés par le tight end George Kittle. Ses 5,3 yards de moyenne par course le classent quatrième des running backs de la ligue. 
McKinnon n'étant pas complètement rétabli, Breida est désigné titulaire en 2019 pour le poste de running back en compagnie de l'agent libre nouvellement acquis, Tevin Coleman. Vers la fin de la saison, Breida est cependant moins utilisé, Raheem Mostert ayant obtenu plus de possibilité de courses. Breida termine la saison 2019 avec un gain à la course de 623 yards et un touchdown ainsi qu'un gain en 19 réceptions de 120 yards et un touchdown supplémentaire. Il se classe cinquième de la NFL (troisième saison consécutive dans le Top 10) avec une moyenne de 5,1 yards par course. Même s'il ne joue pas beaucoup en phase éliminatoire, Breida et les 49ers accèdent au Super Bowl LIV mais sont battus par les Chiefs de Kansas City. Le 17 mars 2020, les 49ers placent un tender (montant de soumission) de second tour d'agent libre limité (en) sur Breida et signe son nouveau contrat le 16 avril 2020.

#### Dolphins de Miami
Le 25 avril 2020, pendant la draft, Breida est échangé aux Dolphins de Miami contre un choix de 5e tour que les 49ers utilisent pour acquérir le joueur de ligne offensif Colton McKivitz (en) des Mountaineers de la Virginie-Occidentale. Il est placé sur la liste des réservistes touchés par la Covid-19 le 4 décembre 2020 et est réactivé le 16 décembre.

#### Bills de Buffalo
Le 29 avril 2021, Breida signe un contrat d'un an avec les Bills de Buffalo.
Peu utilisé en raison de la présence des running backs Zack Moss et Devin Singletary (en), Breida n'inscrit son premier touchdown qu'en 10e semaine contre les Jets de New York. Il joue donc principalement en équipes spéciales et ne participe qu'à huit actions offensives au cous desquelles il compile 3 courses pour un gain de 28 yards et un touchdown ainsi que trois réceptions pour un gain de 22 yards et un autre touchdown ainsi qu'un fumble perdu.

#### Giants de New York
Il est échangé le 25 avril 2020 aux Dolphins de Miami contre une sélection de 5e tour de la draft 2020.

## Statistiques

### Universitaires
| Année       | Équipe                     | Statut      | MJ |     | Courses | Courses | Courses | Courses |       | Passes réceptionnées | Passes réceptionnées | Passes réceptionnées | Passes réceptionnées |
| Année       | Équipe                     | Statut      | MJ | Nb. | Yards   | Moy.    | TD      | Nb.     | Yards | Moy.                 | TD                   |                      |                      |
| 2014        | Eagles de Georgia Southern | So.         | 12 | 171 | 1485    | 8,7     | 17      | 08      | 97    | 12,1                 | 1                    |                      |                      |
| 2015        | Eagles de Georgia Southern | Jr.         | 13 | 203 | 1609    | 7,9     | 17      | 03      | 06    | 02,0                 | 0                    |                      |                      |
| 2016        | Eagles de Georgia Southern | Sr.         | 12 | 168 | 0646    | 3,8     | 03      | 11      | 53    | 04,8                 | 2                    |                      |                      |
| Totaux NCAA | Totaux NCAA                | Totaux NCAA | 37 | 542 | 3740    | 6,9     | 37      | 22      | 156   | 7,1                  | 3                    |                      |                      |

### Professionnelles
| Année                 | Équipe                 | MJ |                 | Courses         | Courses         | Courses         | Courses         |                 | Passes réceptionnées | Passes réceptionnées | Passes réceptionnées | Passes réceptionnées |  | Fumbles | Fumbles |
| Année                 | Équipe                 | MJ | Nb.             | Yards           | Moy.            | TD              | Nb.             | Yards           | Moy.                 | TD                   | Nb.                  | Perdus               |  |         |         |
| 2017                  | 49ers de San Francisco | 16 | 105             | 465             | 4,4             | 2               | 21              | 180             | 08,6                 | 1                    | 1                    | 0                    |  |         |         |
| 2018                  | 49ers de San Francisco | 14 | 153             | 814             | 5,3             | 3               | 27              | 261             | 09,7                 | 2                    | 1                    | 1                    |  |         |         |
| 2019                  | 49ers de San Francisco | 13 | 123             | 623             | 5,1             | 1               | 19              | 120             | 06,3                 | 1                    | 2                    | 1                    |  |         |         |
| 2020                  | 49ers de San Francisco | 12 | 059             | 254             | 4,3             | 0               | 09              | 096             | 10,7                 | 0                    | 2                    | 1                    |  |         |         |
| 2021                  | Bills de Buffalo       | 09 | 026             | 125             | 4,8             | 1               | 07              | 072             | 10,3                 | 2                    | 1                    | 1                    |  |         |         |
| 2022                  | Giants de New York     | ?  | Saison en cours | Saison en cours | Saison en cours | Saison en cours | Saison en cours | Saison en cours | Saison en cours      | Saison en cours      | ?                    | ?                    |  |         |         |
| Totaux chez les 49ers | Totaux chez les 49ers  | 55 | 440             | 2 156           | 4,9             | 6               | 76              | 657             | 8,6                  | 4                    | 6                    | 3                    |  |         |         |
| Totaux en NFL         | Totaux en NFL          | 64 | 466             | 2 281           | 4,9             | 7               | 83              | 729             | 8,8                  | 6                    | 7                    | 4                    |  |         |         |

| Année  | Équipe                 | MJ |     | Courses | Courses | Courses | Courses |       | Passes réceptionnées | Passes réceptionnées | Passes réceptionnées | Passes réceptionnées |  | Fumbles | Fumbles |
| Année  | Équipe                 | MJ | Nb. | Yards   | Moy.    | TD      | Nb.     | Yards | Moy.                 | TD                   | Nb.                  | Perdus               |  |         |         |
| 2019   | 49ers de San Francisco | 3  | 9   | 19      | 2,1     | 0       | 0       | 0     | 0                    | 0                    | 1                    | 1                    |  |         |         |
| Totaux | Totaux                 | 3  | 9   | 19      | 2,1     | 0       | 0       | 0     | 0                    | 0                    | 1                    | 1                    |  |         |         |

## Vie privée
Breida est adopté par Terri et Mike Breida 2 mars 1995. Ils adoptent plus tard un deuxième enfant prénommé Josh. Le couple va cependant connaitre des problèmes de santé chroniques et être victime d'accidents de voiture en 2006 et 2003,.
Pendant ses études à université du Sud de la Géorgie, Breida s'est porté volontaire en tant que lecteur et conférencier dans des écoles élémentaires dans deux États, ce qui a contribué à sa nomination en tant que finaliste du prix de la classe senior et membre du tableau d'honneur de l'université.